# ペルシャの才能
ペルシャのゴットタレント（Persia's Got Talent ）は、主にイラン（「ペルシャ」とも）の世界中のペルシャ語を話す視聴者を対象とした英国のタレントショーであるブリテンズ・ゴット・タレントのスピンオフ番組。イラン国外で制作され、2020年1月31日以来、中東放送センターの一部であるMBCペルシャで放映されている。